# Rugby 7 na Igrzyskach Wspólnoty Narodów 2018 – kwalifikacje
Kwalifikacje do turnieju rugby 7 na Igrzyskach Wspólnoty Narodów 2018 miały na celu wyłonienie męskich i żeńskich reprezentacji narodowych w rugby 7, które wystąpiły w tych zawodach.

## Informacje ogólne
W październiku 2014 roku ogłoszono, iż w edycji 2018 po raz pierwszy zostaną rozegrane również zawody kobiet. Zgodnie ze schematem kwalifikacji uczestnicy zawodów – szesnaście drużyn męskich i osiem żeńskich – zostali wyłonieni przez World Rugby w światowych cyklach oraz regionalnych turniejach

## Kwalifikacje mężczyzn
|                           | Afryka                  | Ameryka Północna/Karaiby | Azja              | Europa               | Oceania                   |
| ------------------------- | ----------------------- | ------------------------ | ----------------- | -------------------- | ------------------------- |
| Automatyczna kwalifikacja |                         |                          |                   |                      | Australia                 |
| WRSS (2016/2017)          | Południowa Afryka Kenia | Kanada                   |                   | Anglia Szkocja Walia | Fidżi Nowa Zelandia Samoa |
| Regionalne eliminacje     | Uganda Zambia           | Jamajka                  | Sri Lanka Malezja |                      | Papua-Nowa Gwinea         |

### World Rugby Sevens Series
Kwalifikację uzyskać miało dziewięć najwyżej uplasowanych drużyn World Rugby Sevens Series w sezonie (2016/2017) z wyłączeniem Australii. Okazały się nimi być zespoły z miejsc 1–4 (Południowa Afryka, Anglia, Fidżi i Nowa Zelandia), 7–8 (Szkocja i Kanada), 10 (Walia) i 12 (Kenia).

### Afryka
Afryce zostały przydzielone dwa miejsca, o które walczono podczas  mistrzostw Afryki, które odbyły się w dniach 18–19 listopada 2017 roku w Kampali. Zawody rozegrano w dziesięciozespołowej obsadzie, drużyny rywalizowały w pierwszym dniu systemem kołowym podzielone na dwie pięciozespołowe grupy, po czym osiem najlepszych awansowało do ćwierćfinałów. Tytuł mistrzowski obroniła Uganda, a prócz niej na igrzyska awansowała – z uwagi na fakt, iż pozostali medaliści nie byli członkami Commonwealth – czwarta w klasyfikacji Zambia.

### Ameryka Północna/Karaiby
Turniej kwalifikacyjny, będący jednocześnie mistrzostwami strefy RAN, odbył się w Meksyku w dniach 25–26 listopada 2017 roku, a jego stawką było jedno miejsce na Igrzyskach Wspólnoty Narodów 2018. Uzyskała je Jamajka pokonując w finale faworyzowaną Gujanę.

### Azja
Azji na igrzyskach przyznano dwa miejsca, o które rywalizacja odbyła się podczas trzyrundowych mistrzostw kontynentu we wrześniu i październiku 2017 roku. Uzyskały je Sri Lanka oraz Malezja jako najwyżej sklasyfikowani członkowie Commonwealth.

### Oceania
W Oceanii o jedno miejsce zespoły rywalizowały podczas mistrzostw kontynentu rozegranych w Suvie 10–11 listopada 2017 roku. Z uwagi na fakt, iż uczestnicy półfinałów mieli już dotychczas zagwarantowany awans, kwalifikację uzyskał piąty w zawodach zespół Papui-Nowej Gwinei.

## Kwalifikacje kobiet
|                           | Afryka                  | Ameryka Północna/Karaiby | Azja | Europa | Oceania             |
| ------------------------- | ----------------------- | ------------------------ | ---- | ------ | ------------------- |
| Automatyczna kwalifikacja |                         |                          |      |        | Australia           |
| WSS (2016/2017)           |                         | Kanada                   |      | Anglia | Nowa Zelandia Fidżi |
| Regionalne eliminacje     | Południowa Afryka Kenia |                          |      | Walia  |                     |

### World Rugby Women’s Sevens Series
Kwalifikację uzyskać miały cztery najwyżej uplasowane drużyny World Rugby Women’s Sevens Series sezonu 2016/2017 z wyłączeniem Australii. Reprezentacje rywalizowały w sześciu turniejach o punkty do klasyfikacji generalnej, a awans na igrzyska uzyskały zespoły z miejsc pierwszego (Nowa Zelandia), trzeciego (Kanada), czwartego (Fidżi) i ósmego (Anglia).

### Afryka
Stawką turnieju eliminacyjnego, będącego jednocześnie mistrzostwami Afryki, który odbył się w dniach 16–17 września 2017 roku w Monastyrze, były dwa miejsca na Igrzyskach Wspólnoty Narodów 2018. W pierwszym dniu osiem drużyn rywalizowało w ramach dwóch grup systemem kołowym o rozstawienie przed trzyrundową fazą pucharową, a turniej zdominowały faworyzowane reprezentantki RPA, które wraz z przegranymi w finale Kenijkami uzyskały kwalifikację.

### Europa
Jedno miejsce zostało przydzielone Europie. Otrzymała je Walia jako najwyżej sklasyfikowana drużyna dwurundowych Mistrzostw Europy 2017 należąca do Wspólnoty Narodów.